# 福島市道30号曾根田三本木線
福島市道30号曾根田三本木線（ふくしましどう30ごう そねださんぼんぎせん）は、福島県福島市を通る一級市道である。

## 概要
福島駅前中心市街地北側の曽根田町と阿武隈川東岸とを東西に結ぶ幹線道路である。起点から宮下町（福島市道29号杉妻町御山町線（県庁通り）交点）までは東行（下り）の一方通行1車線、残りの区間は上下対向2車線、上下線に歩道が整備されている街路として供用されている。一方通行の狭隘区間のうち、国道13号（信夫通り）から県庁通りにかけての346 mが都市計画道路曽根田町桜木町線宮下町工区としてすでに街路整備が行われた区間と同様の幅員（6.0（15.0）m）の街路として整備が計画されている。沿線は福島市街地北部の行政、教育施設が集中する地域であり複数の小学校の通学路となっていることから整備が進められた。

### 路線データ
- 起点：福島市曽根田町（福島県道3号福島飯坂線交点、北緯37度45分43.2秒 東経140度27分33.3秒）
- 終点：福島市渡利字三本木（福島県道309号岡部渡利線交点、北緯37度45分30.3秒 東経140度29分20.5秒）
- 延長：2.679 km
- 路線認定年月日：1983年2月8日[2]

## 地理

### 通過する自治体
- 福島市

### 交差する道路
- 福島県道3号福島飯坂線
- 国道13号（信夫通り）
- 福島市道29号杉妻町御山町線（県庁通り）
- 国道4号（北町バイパス）
- 福島県道309号岡部渡利線

## 沿線にある施設
- 曾根田郵便局
- 曽根田天満宮
- 福島大学附属小学校
- 福島市市民会館
- 福島合同庁舎
  - 福島地方法務局
  - 福島労働局
- 桜の聖母学院小学校
- 福島地方裁判所
- 福島市役所
- 福島市立福島第二中学校
- 福島市役所環境課（旧福島市児童文化センター）
- 福島市児童公園

## 道路施設

### 橋梁
- 三本木橋